# PC Conectado
Der PC Conectado (port. verbundener PC) ist ein Computer, der in großem Stil in die Haushalte Brasiliens eingeführt wurde. Besonders ärmere Haushalte waren Ziel dieses langfristig angelegten Programmes.

## Das Programm
Seit dem Jahr 2004 gibt es in der brasilianischen Regierung Pläne, den Anteil der Bevölkerung mit Zugang zum Internet deutlich zu erhöhen. Dabei sind gewisse Eckpunkte festgesetzt worden: Es soll die Piraterie von Software gesenkt werden, die lokale Hardwareindustrie muss eingebunden werden, und die technische Ausbildung sowohl bei Nutzern als auch potentiellen Betreuern sollte erhöht werden.
Am 12. Mai 2005 wurde schließlich die Vorabentscheidung bekanntgegeben. Die Einführung sollte größtenteils in der zweiten Hälfte des Jahres ablaufen.
Der PC Conectado ist als Programm im Rahmen der digitalen Einbindung anzusehen, die zusammen mit der sozialen Einbindung eines der wichtigsten Regierungsprogramme überhaupt repräsentiert, vergleichbar vielleicht mit der Agenda 2010 in Deutschland.
Es wurden über eine Million PC Conectado produziert. Die Preise sollten maximal 1400 R$ betragen, was etwa 400 Euro entspricht, liegt jedoch weit über dem staatlich garantierten Betrag des Mindestlohnes.

## Technische Spezifikationen
Um Anbietern die Möglichkeit zu geben, sich als Produzent des PC Conectado vorzubereiten, wurden im Vorfeld die technischen Merkmale festgelegt.

### Hardware
Es wurde beschlossen, dass der Computer einen x86-Prozessor mit 1,5 GHz besitzen soll, dazu 128 MB Arbeitsspeicher und eine Festplatte von 40 GB. Modem, Netzwerkkarte und Grafikkarte gehören ebenfalls zur Ausstattung. Die Monitorgröße beträgt 15 Zoll. Zur Einführung gehören etliche Freistunden für den Internetzugang.

### Software
Es sind 26 Applikationen als notwendig erachtet worden. Des Weiteren wurde entschieden, dass ausschließlich freie Software die Bedürfnisse der Nutzer und der lokalen Wirtschaft erfüllt.
Die Softwareliste besteht aus den folgenden Einträgen:
- Betriebssystem
- Büroprogramme: Text-Editor, Tabellenkalkulation, Präsentationssoftware
- Webbrowser, E-Mail-Programm, Chatprogramm, Instant Messenger
- Sicherheit: Antivirus, Firewall, digitale Zertifikate
- Desktop: Komprimierungsprogramm, Softwareaktualisierung und FTP-Client, Taschenrechner
- Multimedia: Java und Flash, PDF, Videokonferenz, Spiele, Audio-Editor, Bildverarbeitung, HTML-Editor, 3D-Animationsstudio

## Hintergründe
Eine technologische Umwälzung großer Teile der Gesellschaft, wie sie im Falle des PC Conectado gedacht ist, läuft nicht ohne Diskussionen ab.

### Gruppierungen
Auch wenn die Ausschreibung nicht öffentlich lief, gab es doch einige Informationen über potentielle Teilnehmer.
Microsoft versuchte, über eine spezielle Version des Betriebssystems Windows den Zuschlag zu bekommen. Diese Version sollte sehr preiswert angeboten werden, wäre aber von der Funktionalität her völlig unbrauchbar gewesen, da es künstliche Beschränkungen auferlegte.
Sun Microsystems bot an, ein Konzept auf Basis von Thin Clients auszuarbeiten. Dies hätte eine größere Wahlfreiheit im Bereich der Software gelassen, aber auch wenn die Hardwareplattform die Verbreitung von Schwarzkopien sehr eingeschränkt hätte, wäre die Firma selbst und nicht die lokalen Hardware-Hersteller im Vorteil gewesen.
Der dritte Weg, der auch eingeschlagen wurde, lag in der Verwendung von quelloffener Software auf Basis von preiswerten Standard-Computern.
Zur Unterstützung des dritten Weges hat sich eine Gruppe namens PC Livre gebildet, welche aus Mitgliedern des brasilianischen Projektes ASL (Associação Software Livre) hervorging. Diese stellt sich die Aufgabe, Informationen und Dokumentation zu den eingesetzten freien Programmen für die anvisierte Zielgruppe aufzubereiten.

### Kontroversen
Bereits im Vorfeld kamen Befürchtungen auf, dass proprietäre Softwarehersteller die Wahl torpedieren würden. Die Einführung des Rechners wird also begleitet von Beobachtungen zur Verhinderung von Lobbyismus seitens der Firmen.
Technisch ist vielen die Auswahl von 128 MB Arbeitsspeicher ein Dorn im Auge, sind doch die gewünschten Desktop-Umgebungen wie KDE oder GNOME, die die Anforderungen an Mehrsprachigkeit und Benutzerfreundlichkeit erfüllen, erst mit etwa der doppelten Speichermenge gut nutzbar.